# Махины
Махины — хутор в Нехаевском районе Волгоградской области России. Входит в состав Кругловского сельского поселения. Население 25 чел. (2010) .

## История
В соответствии с Законом Волгоградской области от 24 декабря 2004 года № 977-ОД «Об установлении границ и наделении статусом Нехаевского района и муниципальных образований в его составе», хутор вошёл в состав образованного Кругловского сельского поселения.

## География
Расположен в северо-западной части региона, на реке Песковатке.

## Население
| 2010 |
| ---- |
| 25   |

Гендерный состав
По данным Всероссийской переписи населения 2010 года в гендерной структуре населения из 25 человек мужчин — 12, женщин — 13 (48,0 и 52,0 % соответственно).
Национальный состав
Согласно результатам переписи 2002 года, в национальной структуре населения
русские и лакцы составляли по 50 % от общей численности населения в 10 чел..

## Инфраструктура
Было развито личное подсобное хозяйство.

## Транспорт
стоит на автодороге регионального значения «Самойловка (Саратовская область) — Елань — Преображенская — Новоаннинский — Алексеевская — Кругловка — Шумилинская (Ростовская область)» (в границах территории Волгоградской области)" (идентификационный номер 18 ОП РЗ 18К-6).